# ياروسلاف ستيتكيفيتش
ياروسلاف ستيتكيفيتش باحث أمريكي وأستاذ الأدب العربي بقسم اللغات وحضارات الشرق الأدنى في جامعة شيكاغو، ولد في أوكرانيا عام 1929م. تُرجم عدد من أعماله عن الأدب إلى اللغة العربية، وحصل على جائزة الشيخ زايد للكتاب لشخصية العام الثقافية عام 2019م.

## التعليم
- حاصل على شهادة الدكتوراه في الأدب العربي من جامعة هارفارد عام 1962م.[2]

## العمل
عمل في جامعة شيكاغو مدرساً للأدب العربي الحديث لمدة أربع وثلاثين سنة (1962 ـ 1996م).

## إصدارات مترجمة للغة العربية
| الكتاب                                              | المترجم             | سنة النشر | ملاحظات                                            |
| --------------------------------------------------- | ------------------- | --------- | -------------------------------------------------- |
| صبا نجد: شعرية الحنين في النسيب العربي الكلاسيكي    | حسن البنا عز الدين  | 2004م     | صدر عن مركز الملك فيصل للبحوث والدراسات الإسلامية. |
| العرب والغصن الذهبي: إعادة بناء الأسطورة العربية    | سعيد الغانمي        | 2005م     | صدر عن المركز الثقافي العربي.                      |
| شعرية الصيد والطردية في القصيدة الكلاسيكية المعاصرة | حسين البنا عز الدين | 2013م     | صدر عن النادي الأدبي الثقافي في حائل.              |